# جغرافیای ونزوئلا

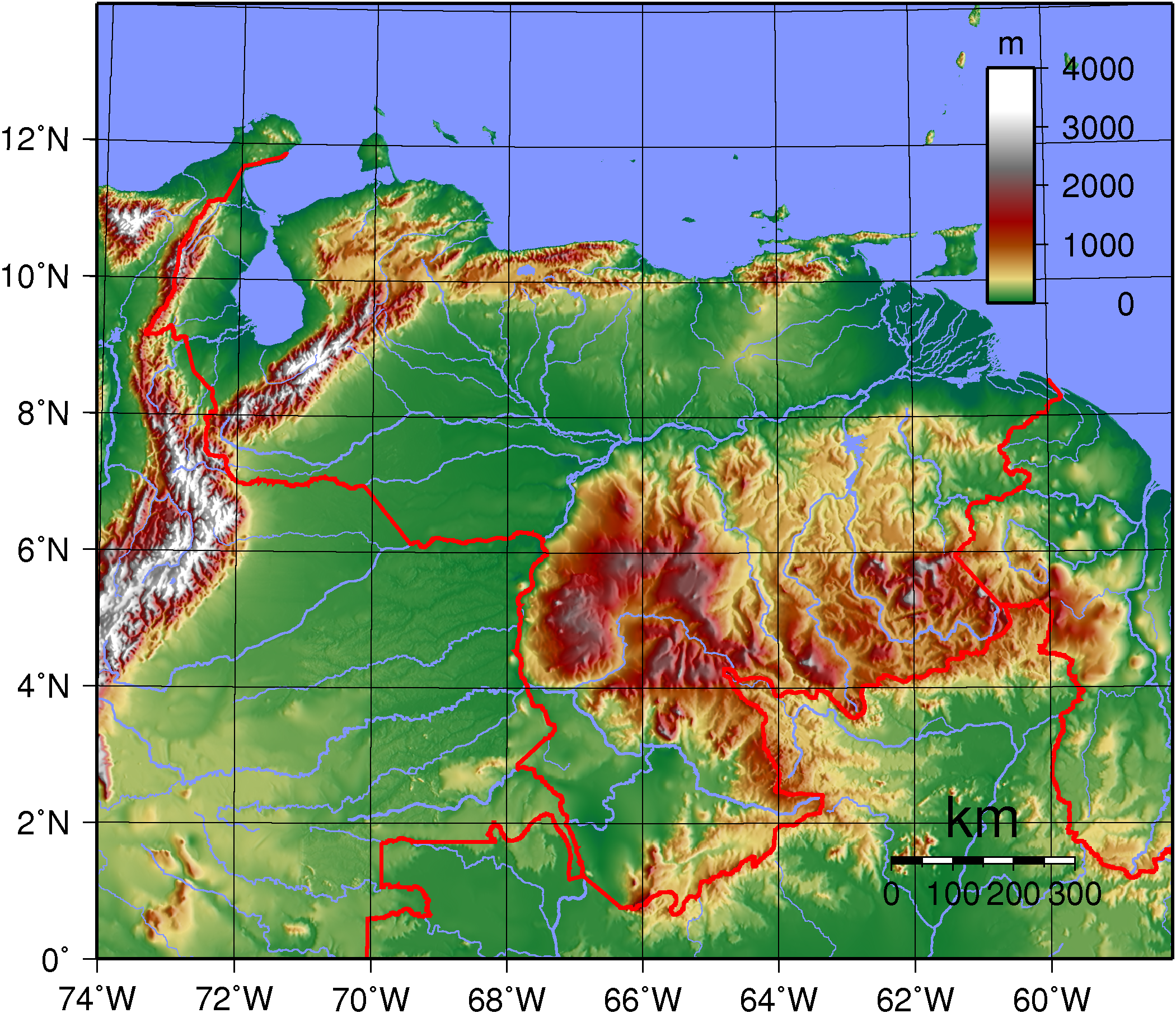
نقشه ناهمواری‌های ونزوئلا.

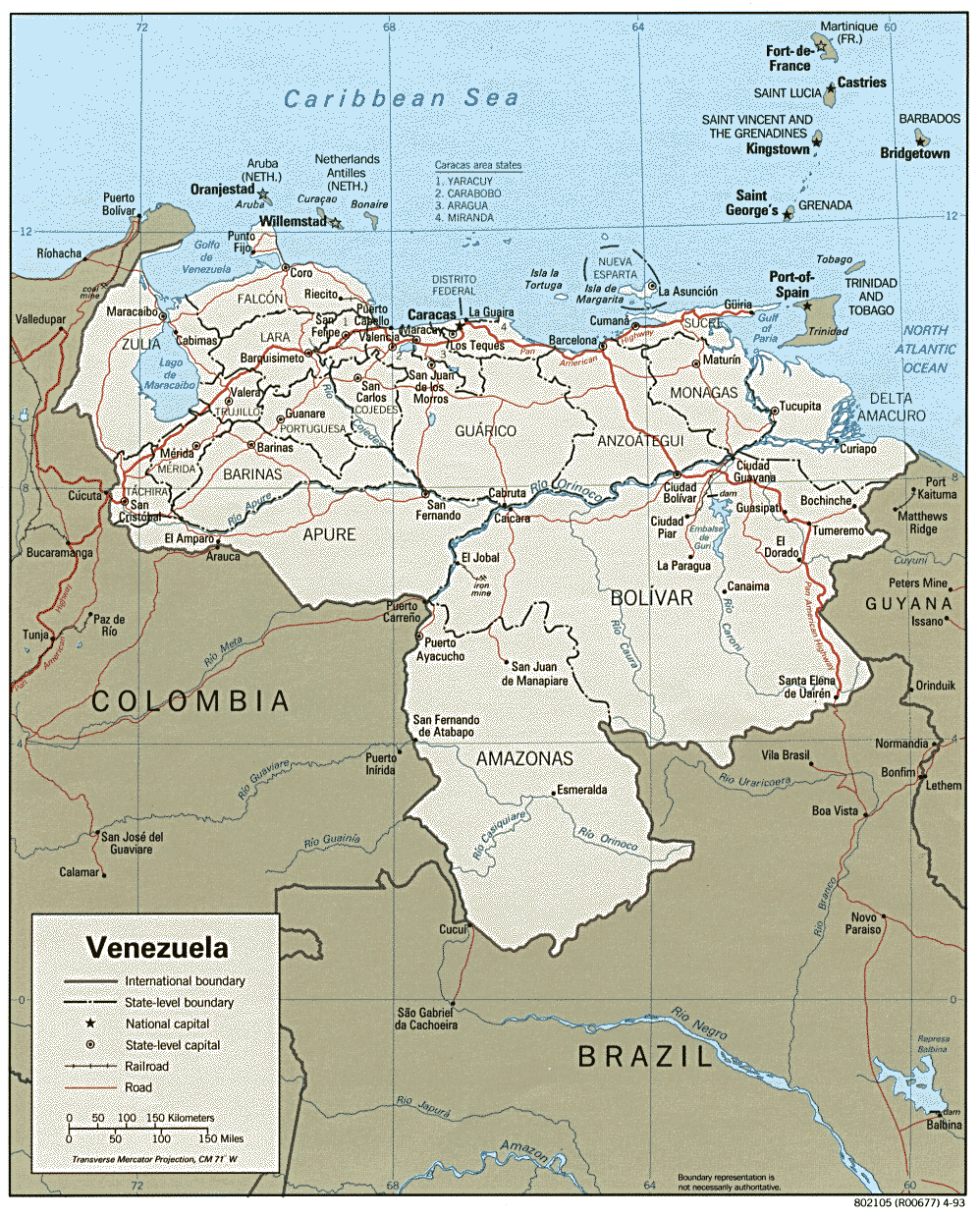
نقشه سیاسی ونزوئلا.

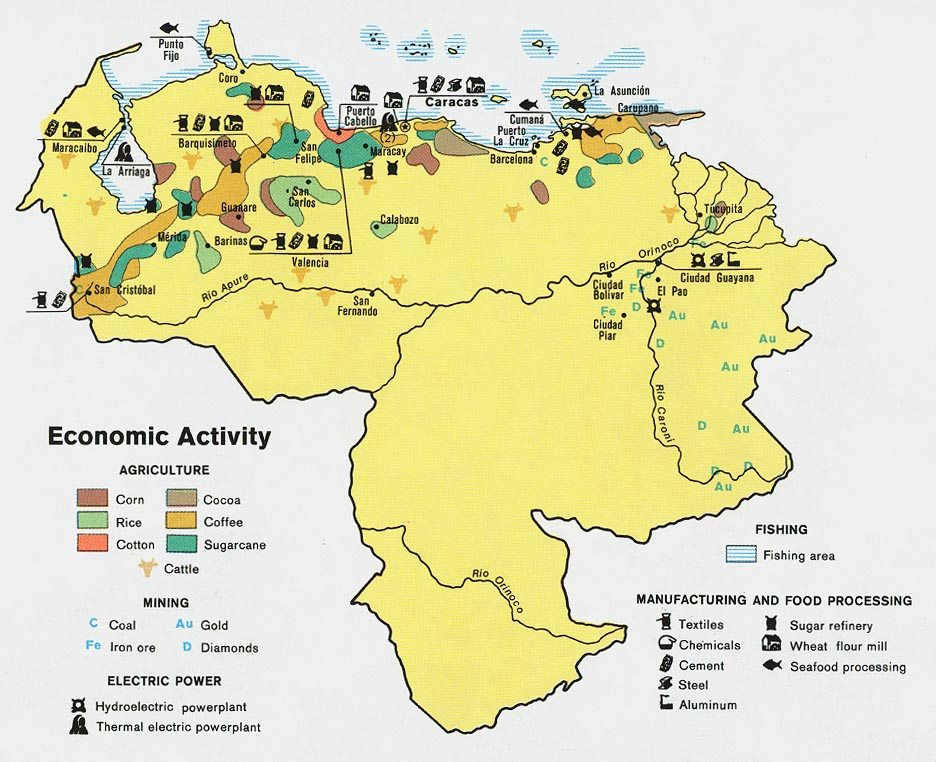
نقشه فعالیت‌های اقتصادی ونزوئلا، ۱۹۷۲.

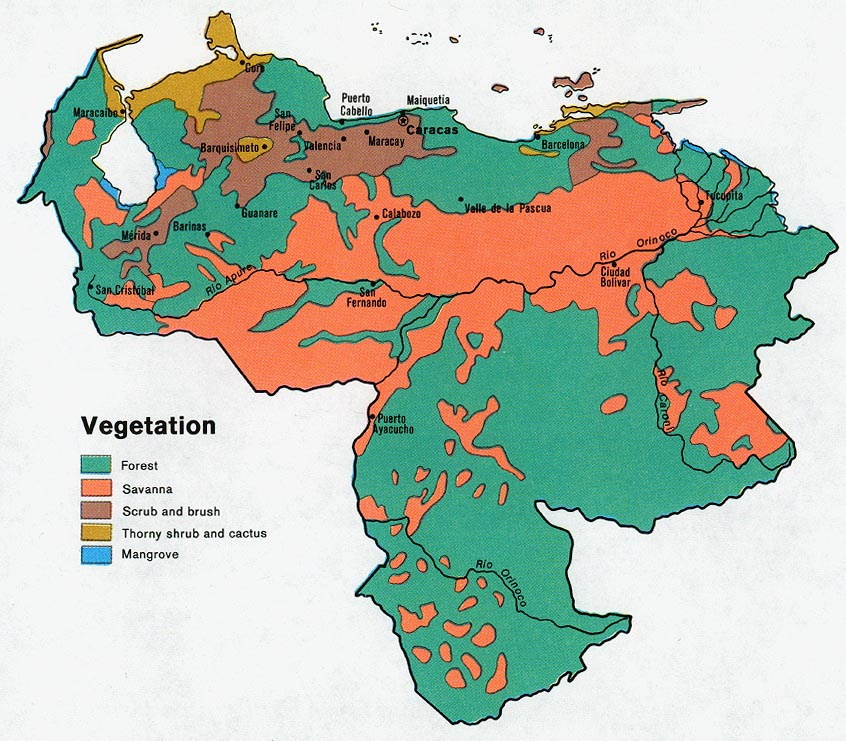
نقشه پوشش گیاهی ونزوئلا، ۱۹۷۲.

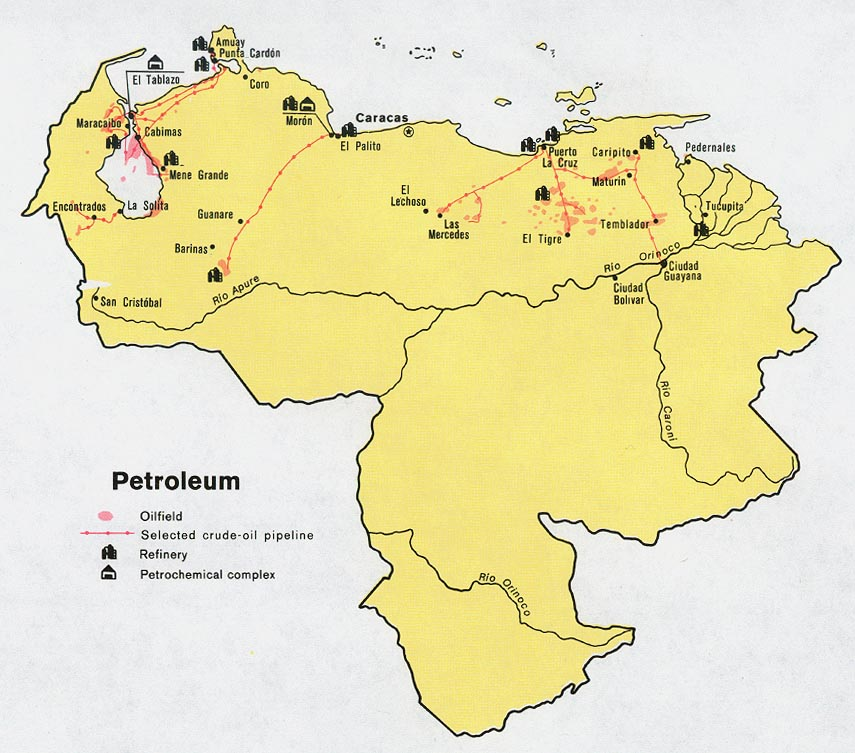
نقشه منابع نفتی ونزوئلا، ۱۹۷۲.

ونزوئلا کشوری است در آمریکای جنوبی و جزء کشورهای کرانه‌ای دریای کارائیب به‌شمار می‌آید.
ونزویلا هم‌مرز با دریای کارائیب و اقیانوس اطلس شمالی است و بین کلمبیا و گویان جای گرفته‌است. این کشور در مسیرهای اصلی دریایی و هوایی واقع شده‌است که آمریکای شمالی و جنوبی را به هم مرتبط می‌کنند.
ونزوئلا در شمالی‌ترین قسمت قاره آمریکای جنوبی واقع شده و مساحت کل آبی و خاکی این کشور ۹۱۶٬۴۴۵ کیلومتر مربع است. مساحت خشکی ونزوئلا ۸۸۲٫۰۵۰ کیلومتر مربع است. ونزوئلا ۳۲مین کشور بزرگ در جهان است و پهناوری آن تقریباً دو برابر کالیفرنیا است.
این کشور تقریباً به شکل یک مثلث وارونه است و خط ساحلی طولانی آن ۲۸۰۰ کیلومتر است. این کشور از سوی شمال به دریای کارائیب و اقیانوس اطلس، از شرق به گویان، از جنوب به برزیل و از غرب به کلمبیا محدود است.
قلمرو دریایی ونزوئلا با ترینیداد و توباگو، دومینیکا، جمهوری دومینیکن، گرنادا، سنت کیتس و نویس، سنت وینسنت و گرنادین‌ها، فرانسه، بریتانیا، هلند و ایالات متحده آمریکا مرز دارد.
مختصات جغرافیایی: ۸°۰۰′ شمالی ۶۶°۰۰′ غربی / ۸٫۰۰۰°شمالی ۶۶٫۰۰۰°غربی